# Кудума
Ку́дума (устар. Кудумш, Кудум; латыш. Kūduma ezers) — озеро в Райскумской волости Паргауйского края Латвии. Относится к бассейну Гауи.
Находится на северо-западной окраине болота Гулбью-Салас у восточной окраины Аугстрозского всхолмления Идумейской возвышенности в Гауйском национальном парке. Подвержено зарастанию. Площадь — 1,5 га (ранее — 13 га). Площадь водосборного бассейна — 11,2 км². Сток идёт на северо-восток по реке Дзирнупите в Ленчупе (правый приток Гауи).